# Galveston Island Historic Pleasure Pier
Galveston Island Historic Pleasure Pier est un parc de loisirs situé à Galveston, au Texas, États-Unis. Il a été inauguré en mai 2012,,,.

## Histoire

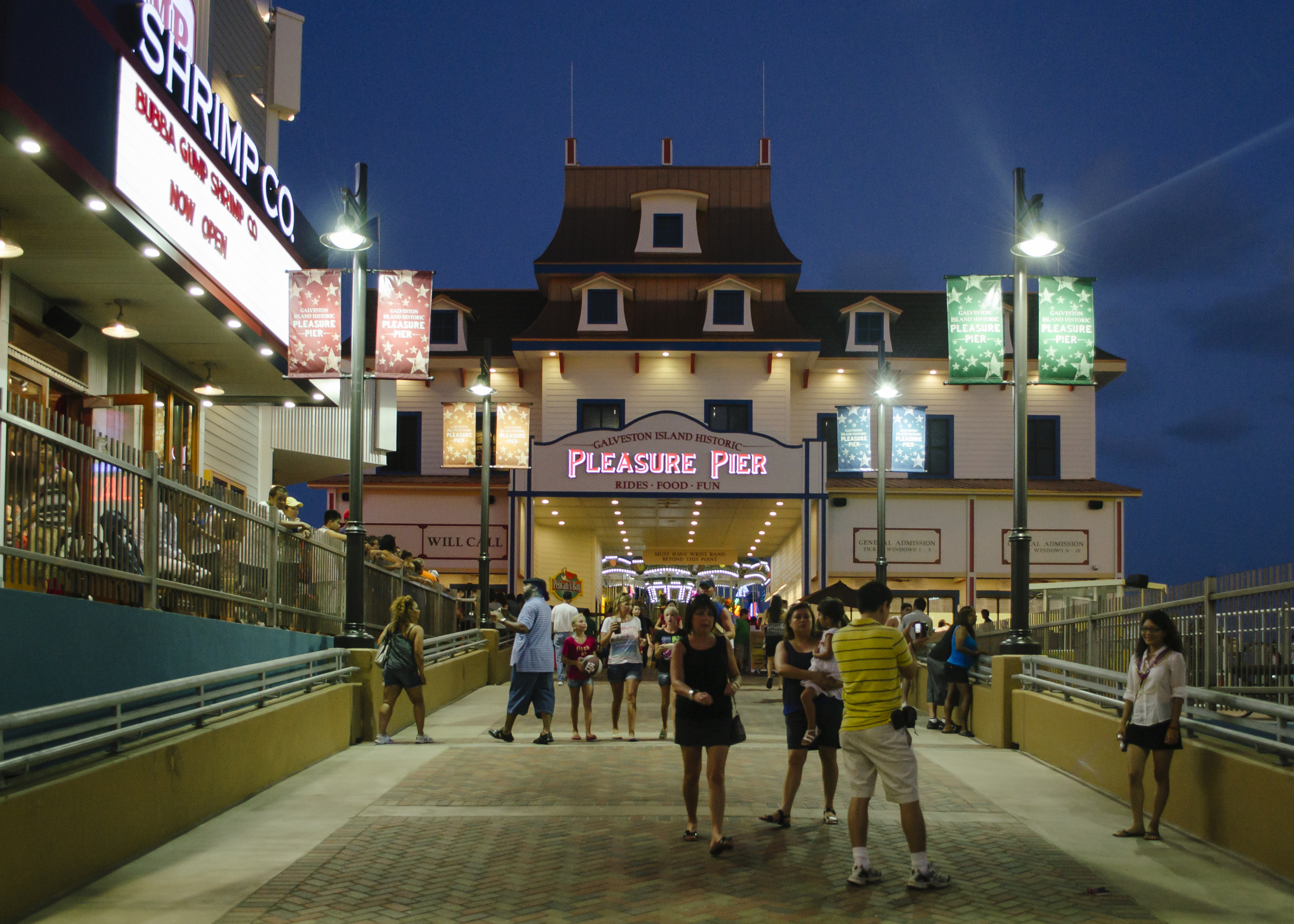
Entrée à Galveston Island Historic Pleasure Pier

Galveston Island Historic Pleasure Pier a été construit à l'emplacement où, en 1943, se tenait un ancien parc de loisirs. Ce dernier a été détruit en 1961 par l'ouragan Carla. Le site a également été occupé par un phare et un hôtel sur pilotis construit en 1965 et qui ont été démolis après le passage de l'ouragan Ike en 2008. Le ponton d'origine accueil aujourd'hui plusieurs attractions, des jeux d'arcades, un aquarium public, des concessions et un espace pour la pêche au bout de la jetée.

## Attractions
- Big Wheelin' - Manège
- Carousel - carrousel de chevaux de bois sur deux étages de Chance Rides
- Cyclone - Ring of Fire
- Frog Hopper - Tour de chute junior
- Galaxy Wheel - Grande roue de Chance Rides
- Gulf Glider - Chaises volantes
- Iron Shark - Montagnes russes de type Euro-Fighter de Gerstlauer
- Pier Pileup - Autos tamponneuses
- Pirate's plunge - Bûches d'Interlink
- Revolution - Freak Out de Chance Rides
- Rock & Roll - Music Express
- Sea Dragon - Bateau à bascule de Chance Rides
- Sky Shooter
- Texas Star Flyer - Star Flyer de Funtime
- Texas Tea - Tasses